# Tena (Cundinamarca)
Pour les articles homonymes, voir Tena.
Tena est une municipalité située dans le département de Cundinamarca, en Colombie.